# Čestmir Dušek
Čestmir "Mirko" Dušek, važna povijesna osoba grada Tuzle. Jedan od mnogih građana Tuzle češkog podrijetla, od kojih se ističu on i Franjo Rezač. Otac je umjetničke glazbe i Srednje glazbene škole u Tuzli. Dobitnik je najviših čeških i bosanskohercegovačkih priznanja. Danas Srednja glazbena škola u Tuzli nosi njegovo ime.
Dušek je bio dirigent, glazbeni pedagog, profesor glazbe Muzičke škole Tuzla, iz poznate tuzlanske češke obitelji, skladatelj, zborovođa, dirigent Gradskog simfonijskog orkestra i osnivač prvog Big Band orkestra i odsjeka Sarajevske muzičke akademije u Tuzli
Pomagao i ispravljao rad zbora i dirigenta Zbora Iuventus Salinarum kojim je ravnao Zlatko Špoljarević.